# Выдренка (Краснопольский район, Могилёвская область)
Выдренка (бел. Вы́дранка) — деревня в Краснопольском районе Могилёвской области Республики Беларусь. В составе Мхиничского сельсовета.

## География
Деревня расположена на юге Краснопольского района, недалеко от границы с Российской Федерацией. Рядом с деревней пролегает автомобильная дорога Р38. Около 30 км до Краснополья.

### Гидрография
Протекает река Колпита.

## История
Деревня Выдренка известна из письменных источников с 1777 года в Рогачёвском округе Могилёвской губернии.
В 1783—1785 годы в Выдренке был 21 двор, 112 мужчин (ревизионных душ), 115 женщин. В 1811 году в Выдренке в Чериковском повете, насчитывалось 44 двора, 115 мужчин.
В 1840 году основана винокурня, в 1889 году — пивоваренный завод.
В 1880 году — 60 дворов, проживало 348 человек, действовало две ветреные мельницы, жители занимались земледелием и кузнечным делом. Действовала двухклассная церковно-приходская школа.
В 1897 году — 79 дворов, 590 жителей. В деревне действовали: заезжий дом, пивной магазин, круподёрка, больница, корчма, почтово-телеграфная станция, два магазина, православный храм, раз в год проводился базар (рядом был фольварк «Пятидворка», пять дворов  — 290 жителей).
В 1909 году — 107 дворов, 691 житель.
В 1910 году в Мхиничской волости Чериковского уезда Могилёвской губернии.
В 1922 году создано сельскохозяйственное товарищество, а 1923 году — мелиоративное товарищество.

В 1925 году открыта изба-читальня. 
В поместье Егора Ивановича Барановского в конце XIX – начале XX века существовало одно из двух крупнейших книжных собраний Беларуси. Второе принадлежало Эмерику Гуттен-Чапскому. Более того, выдренская библиотека была одна из крупнейших не только в Беларуси, но и в Европе – в ней насчитывалось около десяти тысяч экземпляров книг.
Дворянин по происхождению, Егор Барановский работал в органах Министерств юстиции и внутренних дел Российской империи, после стал агентом «Русского общества пароходства и торговли», колесил по всему миру, занимался вопросами поставки чая, хлопка, табака и других товаров из Индии, Китая, Австралии. Жил в Италии, последние годы провел в своем имении в Выдренке.

Библиотека Барановского занимала четыре самых больших барских комнаты, богато обставленных предметами искусства. Со скульптурных образов самым интересным был бронзовый барельеф Александра Македонского. К своему собранию книг владелец Выдренской библиотеки имел свои экслибрисы, которые создал ему мюнхенский художник Ботта Шмидт. Один из них был пейзажный, с изображением бобров.
В 1924—1954 годах центр Выдренского сельсовета. В 1954—1982 годах деревня в составе Мхиничского сельсовета, в 1982—1992 годах — в составе Соболевского сельсовета.
В списке историко-культурных ценностей Беларуси находится церковь святого Дмитрия Ростовского, строительство которой было начато в Выдренке в 1897 году. Церковь возвели по плану Бартоломео Растрелли.
В 1926 году — 109 дворов, 750 жителей. С этого года начал действовать фельдшерский акушерский участок.
С 1927 года начала действовать метеорологическая станция.
Во время Великой Отечественной войны деревня была с августа 1941 года до 1 октября 1943 года оккупирована войсками Германии. Возле православного храма Дмитрия Ростовского находится братская могила, в которой захоронены 52 военнослужащих, погибшие при освобождении района, в братской могиле возле клуба захоронены 120 партизан и мирных жителей убитых во время оккупации немецкими солдатами при проведении карательных операций против  партизан.
В 1953 году проживало 1245 человек. Действовали спиртзавод, совхоз, школа, лесничество.
После закрытия спиртзавода, совхоза деревня входила в состав колхоза «Звязда», совхоза «Выдренский», а затем совхоза «Заводокский».
В 2012 году — 54 человека, 25 домов.

## Население

### Численность
- 2009 год — 68 жителей

### Динамика
- 2009 год — 68 жителей (перепись населения)[3]

## Достопримечательность
- Церковь Святого Дмитрия Ростовского (1905 год)[6][7][8] —  Историко-культурная ценность Республики Беларусь, шифр 513Г000477. Деревянное зодчество.  памятник архитектуры
- Братские могилы

## Галерея
- Церковь Святого Дмитрия Ростовского
- Река Колпита
- Река Колпита
- Река Колпита

## Известные лица
- Кернажицкий, Константин Иванович (1902—1942) — белорусский историк.
- Кучинский, Алексей Степанович (1892—1937) — белорусский общественный деятель, педагог, ректор БГУ в 1936—1937 годах.